# 熊本県立装飾古墳館
熊本県立装飾古墳館（くまもとけんりつそうしょくこふんかん）は、熊本県山鹿市鹿央町にある考古学博物館。国の史跡に指定されている岩原（いわばる）古墳群の一角に立地しており、また周辺には県指定史跡の岩原横穴墓群が並んでいる。

## 「装飾古墳」とは
装飾古墳（英：mounded tomb with decorated chamber walls）とは、古墳内部の石室や石棺、また崖面に造られた横穴墓の壁面に絵画や文様が描かれたものの総称。日本全国に約600基を数え、そのうち約200基が熊本県にあり、全国一の数を占める。

## 沿革
文化庁が1979年に提唱した「風土記の丘」設置構想の一環として、熊本県が菊池川流域の山鹿市・鹿本郡鹿央町（現：山鹿市）・玉名郡菊水町（現：和水町）の3地区を指定し、「肥後古代の森」として整備を進めた。ここ熊本県立装飾古墳館は、その中心施設として1992年4月15日に開館した。建物の設計は、くまもとアートポリス事業の一環として建築家の安藤忠雄が担当した。

## 施設

### 本館
- 常設展示室

菊池川流域を中心に、県内の遺跡・出土品を紹介・展示。
- 第二常設展示室

肥後古代の森エリアの史跡・出土品の紹介・展示。
- 企画展示室

テーマごとの企画展示。
- 装飾古墳室

菊池川流域ほか、県内の主要な装飾古墳の精密なレプリカを展示。
（鴨籠古墳石棺、井寺古墳、小田良古墳、千金甲1号古墳、チブサン古墳、大坊古墳、弁慶ヶ穴古墳、永安寺東古墳、ほか）
- イマジネーションホール

オリジナル映画の上映。
- 屋外展示場

舟形石棺、レプリカ等を展示。
- 展望所

国の史跡 岩原古墳群を一望できる。

### 別館（実習棟）
勾玉作りや火おこしを体験できる。
- 体験学習室
- 集団学習室
- 屋外体験広場

## 利用情報
- 所在地 - 〒861-0561 熊本県山鹿市鹿央町岩原3085番地
- 開館時間 - 9:30〜17:15（最終入館16:45）
- 休館日 - 月曜日（祝日の場合はその翌日）及び年末年始（12月25日〜1月4日）
- 観覧料 - 一般：420円（団体：290円）、大学生：260円（団体：180円）、中学生以下・障がい者手帳の提示：無料 ※団体は20名以上

## 交通

### バス
- 熊本市方面：熊本桜町バスターミナルより産交バス山鹿温泉行きに乗車し山鹿バスセンター下車。産交バス「米の岳経由玉名行き」に乗り換え「県立装飾古墳館入口」下車、徒歩20分。
- 玉名市方面：玉名駅もしくは新玉名駅より産交バス米の岳経由山鹿行きに乗車し「県立装飾古墳館入口」下車、徒歩20分。

### 自動車
- 九州自動車道菊水インターチェンジより8km。植木インターチェンジより12km。

## 分館
- 歴史公園鞠智城・温故創生館 - 熊本県山鹿市菊鹿町から菊池市にかけて広がる国の史跡「鞠智城」の一角に立地。